# Бајиле Хомород (Харгита)
Бајиле Хомород (рум. Băile Homorod) насеље је у Румунији у округу Харгита у општини Влахица. Oпштина се налази на надморској висини од 724 m.

## Становништво
Према подацима из 2002. године у насељу је живело 69 становника.

### Попис2002.
| Расподела становништва по националности 2002.‍ | Расподела становништва по националности 2002.‍ | Расподела становништва по националности 2002.‍ | Расподела становништва по националности 2002.‍ | Расподела становништва по националности 2002.‍ |
| --------------------------------------------- | --------------------------------------------- | --------------------------------------------- | --------------------------------------------- | --------------------------------------------- |
|                                               |                                               |                                               |                                               |                                               |
| Румуни                                        | Румуни                                        |                                               | 5                                             | 7,2%                                          |
| Мађари                                        | Мађари                                        |                                               | 64                                            | 92,8%                                         |